# Владиславув (Поддембицький повіт)
Владиславув (пол. Władysławów) — село в Польщі, у гміні Далікув Поддембицького повіту Лодзинського воєводства.
У 1975—1998 роках село належало до Серадзького воєводства.